# うたかたの恋 (バレエ)
『うたかたの恋』（うたかたのこい、原題：Mayerling ）は、1978年に初演された全3幕（プロローグ、エピローグ付）のバレエである。台本は小説家ジリアン・フリーマン、音楽はフランツ・リスト（ジョン・ランチベリー編曲）、振付はケネス・マクミラン、初演はロイヤル・バレエ団による。
1889年1月に発生したオーストリア＝ハンガリー帝国の皇太子ルドルフと男爵令嬢マリー・ヴェッツェラの心中事件（マイヤーリンク事件）を題材にとり、19世紀末の宮廷社会の中で抑圧されたルドルフの不幸な境遇とその人物像、及び死に至るまでの退廃的な生活を描き出している。この作品は『マノン』（1974年）や『ロミオとジュリエット』（1965年）などに並ぶマクミランの代表作としての評価を受けてロイヤル・バレエ団のレパートリーとして定着し、しばしば再演されている。

## 作品について
この作品は、19世紀末のオーストリアを舞台に、皇太子ルドルフの人生最期の8年間にわたる苦悩の日々と悲劇の結末を描いたものである。台本を手がけたジリアン・フリーマンは、振付家ケネス・マクミランの意向に沿って甘ったるい感傷やロマンティシズムを排除して、複雑な政治情勢と人間関係が及ぼした心理的抑圧を暴き出し、悲劇的事件の核心に迫る台本を書き上げた。バレエ作品としては珍しく男性が主人公として描かれ、物語及び踊りの見せ場の中心にルドルフが存在している。
入り組んだ人間関係の中、ルドルフと関わり合う多くの女性の中で中心的な存在となるのはマリー・ヴェッツェラである。フリーマンはマリーは単なる悲劇のヒロインとしてではなく、行動力ある野心家であり、「愛のために死ぬ」という妄想に支配された女性として描き出した。新たな視点によって語りなおされたマイヤーリング事件に至るまでの経緯は、華麗な歴史絵巻や甘美な恋愛譚ではなく、狂気と性と暴力に翻弄される現代人の物語となった。物語は映画的手法を取り入れた回想形式で進行し、性と暴力、退廃と死の匂いを濃厚に漂わせながら展開してゆく。
マクミランから作品にふさわしい既存の音楽を選んでアレンジしてほしいとの依頼を受けたジョン・ランチベリーが、真っ先に考えたのはフランツ・リストのことであった。その理由としてランチベリーは、時代的にふさわしいことだけではなく、当時のオーストリア＝ハンガリー帝国の存在と、作品中でハンガリーの高官たちが果たす重要な役割を勘案すると、オーストリア系ハンガリー人の血を父方から受け継いでいるリストは地理的にも合致する位置にいたことを挙げている。それにも増して、ランチベリーはリストの音楽が持つメロドラマティックな要素に魅せられていた。ランチベリーは、『ファウスト交響曲』のオープニング部から「拳銃」のモチーフのアイディアを得た。彼は1月がかりでリストが遺したピアノ曲すべてを演奏してみて、各場面にふさわしい曲を検討していった。
『メフィスト・ワルツ』第1番『村の居酒屋での踊り』（1856年-1861年頃）は、第2幕1場の居酒屋での場面に使われた。ランチベリーはこの曲について、ピアノ曲をオーケストラ用に編曲するにあたって、ピアノとオーケストラという2つの形態を注意深く検討することで計り知れない価値のあるものを習得できてよい参考になったと記述している。彼はまた、できるだけリスト自身が行った編曲と同じようにオーケストレーションと編曲をすることを試みた。
それぞれの幕の終わりには、ルドルフと相手の女性によるパ・ド・ドゥが踊られる。1幕ではステファニー皇太子妃、2幕と3幕ではマリー・ヴェッツェラと踊るパ・ド・ドゥは、ルドルフの性格的破綻が増して、ついには破滅へと追い込まれていく段階を表現し、3幕の最後では殺人と自殺という結末を迎える。ランチベリーはこれらのパ・ド・ドゥに使う曲を、強烈な感情表現を可能にする曲として『超絶技巧練習曲』12曲の中から選曲した。
ランチベリーが当初悩んだのは、第1幕1場の婚礼を祝う舞踏会に使う曲のことであった。リストは舞踊曲形式の作品を多く作っていたが、ランチベリーの感覚ではどの曲にも「簡潔さとフォーマルな感じ」が十分ではなかった。そこでマクミランとランチベリーはヨハン・シュトラウス作曲のワルツを使うことも考慮したが、検討を重ねた末にその考えは断念した。ランチベリーはリストがフランツ・シューベルトのワルツをもとに編曲した『ウィーンの夜会』（1852年-1853年）という曲の存在を思い出し、この曲を使うことにした。
ルドルフとエリーザベト皇后の場面では、リストが皇后のために作曲したピアノ曲を使用した。ランチベリーはリストのピアノ曲だけではなく、交響詩や歌曲など作品全体を検討し、使い古されたような曲はできるだけ避けることを心掛けた。さらにリストの55作ある歌曲の中から『我は別れゆく』（1860年）を選び、ルドルフが死を意識し始める場面に使用している。初演時にこの歌曲は、カタリーナ・シュラット役を演じたアイルランド出身のメゾ・ソプラノ歌手バーナデット・グリーヴィによって歌われた。
マクミランは、時に中空に女性の体を投げ出し落下させて支える技巧や何回も複雑に姿勢を変化させるリフトを多用し、男女の体がもつれ合って折り重なり絡まってほどけることを繰り返したり、さまざまな造形の変化を見せたりするスピード感ある動きでこの作品を振り付けた。マクミランがかつて振り付けた悲劇的な恋愛譚『ロミオとジュリエット』や『マノン』とは違い、スピード感ある動きがもたらす快楽と高揚感は直截には表現されず、歪められた悦楽と死につながる暴力を伴った激情に変化している。
通常のバレエ作品では、主役と踊るのは恋の相手役か、あるいはその恋敵役との場面が加わる程度であるが、この作品では主役のルドルフに多くの舞踊場面が与えられている。ステファニーに暴力をふるう1幕のパ・ド・ドゥや2幕と3幕でのマリーとのパ・ド・ドゥなど、ルドルフは6人に及ぶ女性と10回以上踊り、複雑な人間像の移ろいを表現していく。ルドルフを踊るダンサーには、ただ与えられた振付をこなすだけではなく、悲劇の結末に向かって突き進んでゆく屈折した人間像をいかに表現するかの演技者としての資質も要求され、バレエ作品中で最も難しい男性主役といわれる。
ルドルフ役は当初、アンソニー・ダウエルが予定されていたが、故障のために振付段階の半ばからデヴィッド・ウォール（David Wall）に変更された。マリー・ヴェッツェラ役には、マクミランのミューズと言われたカナダ出身のバレリーナ、リン・シーモアが起用された。完成した作品は、1978年2月15日にコヴェント・ガーデンのロイヤル・オペラ・ハウスで初演された。作品は『マノン』や『ロミオとジュリエット』などに並ぶマクミランの代表作としての評価を受けてロイヤル・バレエ団のレパートリーとして定着し、しばしば再演されている。なお、マクミランは1992年のこの作品の再演時に公演中の楽屋で心臓発作を起こして生涯を終えている。

## 物語

### 主な登場人物
1. ルドルフ：オーストリア＝ハンガリー帝国の皇太子。
2. マリー・ヴェッツェラ：男爵令嬢。ルドルフの愛人。
3. ステファニー皇太子妃：ルドルフの妃。政略結婚によってベルギー王家から嫁いでくる。
4. フランツ・ヨーゼフ皇帝：ルドルフの父。オーストリア＝ハンガリー帝国皇帝。
5. エリーザベト皇后：ルドルフの母。
6. ラリッシュ伯爵夫人：ルドルフのかつての愛人。エリーザベト皇后付の女官。
7. ミッツィ・カスパール：高級娼婦でルドルフの愛人。
8. カタリーナ・シュラット：高名な歌手でフランツ・ヨーゼフ皇帝の「親しい友人」[13]。
9. ブラットフィッシュ：ルドルフ付の御者で人気者の芸人。
10. ”ベイ”・ミドルトン大佐：英国から来た軍人でエリーザベト皇后の愛人。
11. ターフェ伯爵 : オーストリア=ハンガリー帝国首相。
12. ホイオス伯爵、フィリップ公：ルドルフの友人。

### あらすじ

#### プロローグ
1889年1月31日の夜明け前、冷たい雨が降るハイリゲンクロイツの墓地。1つの棺が密かに埋葬される。棺の中には、17歳の男爵令嬢マリーの亡骸が横たえられている。

#### 第1幕 ウィーン
第1場 ホーフブルク宮殿の舞踏会の間
1881年、ホーフブルク宮殿では皇太子ルドルフとステファニーの婚礼を祝う舞踏会が開かれている。ルドルフは花嫁ステファニーを無視し、衆人環視の中で彼女の姉ルイーズ公女とふざけあってみせる。1人になったルドルフは、以前の愛人ラリッシュ伯爵夫人に会い、ヴェッツェラ男爵夫人とその娘でまだ幼い少女のマリーを紹介される。マリーは自分よりかなり年上のルドルフに憧れを抱く。その場にルドルフの友人であるハンガリーの高官4人が割り込み、ハンガリーの分離派運動について弁舌をふるう。ラリッシュ伯爵夫人が戻ってきてルドルフとよりを戻そうと試みるが、それを見かねたフランツ・ヨーゼフ皇帝は2人を引き離し、ルドルフにステファニーのもとに戻れと厳命する。
第2場 ホーフブルク宮殿の皇后エリーザベトの部屋
舞踏会が終わり、エリーザベト皇后は自室でお気に入りの女官たちと楽しげに過ごしている。ルドルフは花嫁ステファニーのもとを訪れる前に、母のもとに立ち寄る。政略による結婚もステファニーも気に入らないルドルフは母の同情を引こうとするが、エリーザベト皇后は気にも留めない。
第3場 ホーフブルク宮殿のルドルフの部屋
ルドルフとステファニーの初夜。ルドルフを待ち受けるステファニーに、彼は拳銃と骸骨を持ち出して散々脅しつけ、半ば暴力的に契りを結ぶ。

#### 第2幕
第1場 悪評の高い居酒屋
数年の時が流れる。お気に入りの御者ブラットフィッシュを伴って、ルドルフはステファニーとともに微行して町中の居酒屋に出かける。ふさぎ込んでいるステファニーを見て、ブラットフィッシュは何とかして彼女の気分を変えようと試みる。ステファニーは居酒屋の雰囲気に馴染めず、ルドルフを置いて出て行ってしまう。残されたルドルフは知り合いの高級娼婦ミッツィやハンガリーの友人たちと楽しむが、突然警察の手入れがある。ルドルフたちは慌てて身を隠して手入れを逃れる。辛うじて警察から逃れたルドルフはこのような状況にうんざりして、ミッツィに心中しようと提案するが拒絶される。ルドルフがこの居酒屋にいることを知ったターフェ伯爵がやってくる。ルドルフは再び身を隠そうとするが、ミッツィは伯爵にルドルフの居場所を告げる。ルドルフを置き去りにして、ミッツィと伯爵は一緒に立ち去ってゆく。
第2場 居酒屋の外
居酒屋から出ようとするルドルフの姿を見かけたラリッシュ伯爵夫人は、マリー・ヴェッツェラの付き添い役を装って、マリーを積極的にルドルフに押し付けようとする。
第3場 ヴェッツェラ家
ラリッシュ伯爵夫人が友人のヴェッツェラ男爵夫人の家を訪れ、ルドルフの写真に見とれているマリーを見つける。ラリッシュ伯爵夫人はトランプでマリーの運命を占い、「ロマンチックな夢は実現する」と言う。マリーはルドルフに宛てた手紙をラリッシュ伯爵夫人に託す。
第4場 ホーフブルク宮殿
ホーフブルク宮殿ではフランツ・ヨーゼフ皇帝の誕生祝いが開かれている。ターフェ伯爵は政治に関する印刷物を持ってルドルフとともに皇帝に立ち向かう。英国から来た”ベイ”・ミドルトン大佐は首相に偽物の葉巻を勧めるという悪戯を仕掛け、ルドルフを面白がらせる。エリーザベト皇后が皇帝への誕生日プレゼントとして「親しい友人」カタリーナ・シュラットのポートレートを贈る。花火が上がり、エリーザベト皇后と”ベイ”・ミドルトン大佐以外の列席者はみなそちらに注目する。ルドルフは母親と大佐のただならぬ関係を悟って苦々しい思いを抱く。祝いに招かれたシュラットは、悲しげに「我は別れゆく」という歌曲を歌いあげる。再び花火が上がったのを機に、ラリッシュ伯爵夫人はマリーからの手紙をルドルフに渡す。
第5場 ホーフブルク宮殿のルドルフの部屋
マリーは夜着の上に毛皮の外套を羽織っただけの姿でルドルフの部屋に現れ、二人は密かに結ばれる。マリーはルドルフの骸骨と拳銃に強く興味を示し、ルドルフに銃口を向けて笑う。

#### 第3幕
第1場 田園地帯にある皇室の狩猟場
宮廷の人々は連れだって、狩猟を楽しんでいる。突然ルドルフが発砲して死亡者を出す騒ぎを起こし、エリーザベト皇后にも危害が及びそうになる。せっかくの休日はこの騒ぎで台無しになってしまう。
第2場 ホーフブルク宮殿のルドルフの部屋
ルドルフとラリッシュ伯爵夫人が共にいるのを見つけたエリーザベト皇后は、外にいたマリーの存在に気づかないまま伯爵夫人を立ち去らせる。マリーと2人きりになり、ルドルフは「一緒に死んでくれ」と彼女に懇願する。
第3場 マイヤーリンクの狩猟小屋
友人のホイオス伯爵やフィリップ公と酒を飲んでいたルドルフは気分が悪いと言い、ホイオス伯爵とフィリップ公は立ち去る。ブラットフィッシュに伴われて、マリーが小屋に到着する。ルドルフはブラットフィッシュに余興を命じるが、ルドルフもマリーも見てなどいないことに気づいて彼は引き下がっていく。2人きりになり、ルドルフはマリーと激しく愛し合う。モルヒネの注射で一時的に神経を鎮めたルドルフは、再びマリーと愛し合い、そして彼女を撃つ。銃声を聞き咎めた友人たちの耳に、今度はルドルフが自らを撃つ銃声が響き渡る。

#### エピローグ
プロローグと同じハイリゲンクロイツの墓地。夜陰に紛れて1台の馬車が到着する。マリーの亡骸は、きちんと衣服をつけた状態で座席に座らされている。両脇を抱えられて馬車から降ろされたマリーは、棺の中に横たえられる。